# Rogneaux
Le Rogneaux (ou ruisseau de Rogneaux) est un ruisseau de Belgique coulant en province de Hainaut, affluent du ruisseau du Temple, donc sous-affluent de l'Escaut par le By, la Trouille et la Haine.